# Американская история (франшиза)
«Американская история» (англ. American story) — американская телевизионная франшиза в жанре антологии, созданная Райаном Мёрфи и Брэдом Фэлчаком и транслируемая на телеканале FX с 2011 года. Каждый сериал франшизы относится к определённому жанру художественной литературы, а каждый сезон всех сериалов является своеобразным мини-сериалом со своим независимым сюжетом и персонажами. Сюжеты некоторых сезонов основаны на реальных событиях. Многие актёры (Эван Питерс, Сара Полсон и другие) появляются во многих сезонах и играют разных персонажей.
Среди актёров, которые играют роли в большинстве сериалов и сезонов франшизы, присутствуют: Эван Питерс, Сара Полсон, Кьюба Гудинг-младший, Финн Уиттрок, Эмма Робертс, Конни Бриттон, Джон Кэрролл Линч, Джейми Брюэр, Дилан Макдермотт, Наоми Кэмпбелл, Билли Лурд, Чарльз Мелтон, Мэтт Бомер, Даррен Крисс и многие другие.
Франшиза получила широкое признание со стороны критиков и зрителей и неоднократно номинировалась и выигрывала премию «Эмми». 

## Разработка
Райан Мёрфи и Брэд Фэлчак начали разработку сериала «Американская история ужасов» ещё задолго до выхода их другого совместного проекта - сериала «Хор». По словам Мёрфи, он хотел сделать нечто новое и неожиданное, что-то, до чего раньше никто не додумался. Как позже заявил сам Мёрфи: "Я прекратил работу над «Частями тела», чтобы сосредоточиться на других проектах и создать что-то новое и неизведанное. Я, как и Брэд, просто обожаю жанр ужасов. Так что, этот выбор был вполне естественным".
Главной целью Мёрфи было изменить жанр ужасов и взглянуть на него под другим углом, а также напугать всех зрителей по-настоящему.
В феврале 2011 года телеканал FX официально объявил, что заказал у Мёрфи и Фэлчака пилотный эпизод для предполагаемого сериала. Сценаристами пилотного эпизода стали Мёрфи и Фэлчак, а режиссёром - Мёрфи. Производство сериала стартовало в апреле 2011 года. 
С самого начала Мёрфи и Фэлчак планировали, что каждый сезон сериала будет рассказывать свою историю. После того, как финал первого сезона был показан, Мёрфи рассказал о своих планах сменить актёрский состав и локации во втором сезоне. Однако он добавил, что некоторые актёры, сыгравшие в первом сезоне проекта, вернутся во втором. "Люди, вернувшиеся в сериал, будут играть совершенно других персонажей, существ, монстров и прочее. История Хармонов закончена" — заявил он. 
7 октября 2014 года FX официально объявил, что заказал 10-серийный спин-офф «Американской истории ужасов» под названием «Американская история преступлений». За разработку нового сериала стали отвечать Скотт Александер и Ларри Карашевски. Главное отличие «Истории преступлений» от «Истории ужасов» в том, что в спин-оффе все сезоны будут посвящены не хоррор-историям, а реальным преступлениям и криминальным событиям, произошедшим за всю историю США.
11 мая 2020 года Райан Мёрфи объявил, что в разработке находится второй спин-офф «Американской истории ужасов» - «Американские истории ужасов». По своей сути второй спин-офф очень похож на оригинальный сериал, за исключением того, что в «Американских историях» каждый эпизод будет отдельной маленькой историей, в то время как в оригинальной «Американской истории» один сюжет развивается по ходу всего сезона.
13 августа 2021 года FX заказал третий спин-офф «Американской истории ужасов», посвящённый спорту - «Американская история спорта», выход которого состоялся в сентябре 2024 года. В том же 2021 году в разработку был запущен ещё один спин-офф под названием «Американская история любви».

## Телесериалы
На данный момент франшиза включает в себя 4 сериала: «Американская история ужасов», «Американская история преступлений», «Американские истории ужасов» и «Американская история спорта». В общей сложности во всех сериалах франшизы вышло 19 сезонов, включающих в себя 195 эпизодов.

### «Американская история ужасов»(2011-н.в.)
Телесериал «Американская история ужасов» рассказывает десяток различных жутких историй, начиная от таинственного Дома-убийцы, цирка уродов и Апокалипсиса и заканчивая политическими культами, маньяками и вампирами. Каждый сезон рассказывает отдельную историю, не связанную с предыдущими.
| Сезоны | Название      | Серии | Серии | Даты показа      | Даты показа      |
| Сезоны | Название      | Серии | Серии | Первая серия     | Последняя серия  |
| ------ | ------------- | ----- | ----- | ---------------- | ---------------- |
| 1      | Дом-убийца    | 12    | 12    | 5 октября 2011   | 21 декабря 2011  |
| 2      | Психбольница  | 13    | 13    | 17 октября 2012  | 23 января 2013   |
| 3      | Шабаш         | 13    | 13    | 9 октября 2013   | 29 января 2014   |
| 4      | Фрик-шоу      | 13    | 13    | 8 октября 2014   | 21 января 2015   |
| 5      | Отель         | 12    | 12    | 7 октября 2015   | 13 января 2016   |
| 6      | Роанок        | 10    | 10    | 14 сентября 2016 | 16 ноября 2016   |
| 7      | Культ         | 11    | 11    | 5 сентября 2017  | 14 ноября 2017   |
| 8      | Апокалипсис   | 10    | 10    | 12 сентября 2018 | 14 ноября 2018   |
| 9      | 1984          | 9     | 9     | 18 сентября 2019 | 13 ноября 2019   |
| 10     | Двойной сеанс | 10    | 6     | 25 августа 2021  | 22 сентября 2021 |
| 10     | Двойной сеанс | 10    | 4     | 29 сентября 2021 | 20 октября 2021  |
| 11     | Нью-Йорк      | 10    | 10    | 19 октября 2022  | 16 ноября 2022   |
| 12     | Нежность      | 9     | 5     | 20 сентября 2023 | 18 октября 2023  |
| 12     | Нежность      | 9     | 4     | 3 апреля 2024    | 24 апреля 2024   |

### «Американская история преступлений»(2016-н.в.)
Сериал «Американская история преступлений» рассказывает о самых громких преступлениях за всю историю США - начиная от убийства модельера Джанни Версаче и заканчивая громким делом футболиста О. Джея Симпсона. Как и в предыдущем сериале, каждый сезон рассказывает самостоятельную историю, не связанную с предыдущими.
| Сезоны | Сезоны | Название                      | Серии | Даты показа     | Даты показа     |
| Сезоны | Сезоны | Название                      | Серии | Первая серия    | Последняя серия |
| ------ | ------ | ----------------------------- | ----- | --------------- | --------------- |
|        | 1      | Народ против О. Джея Симпсона | 10    | 2 февраля 2016  | 5 апреля 2016   |
|        | 2      | Убийство Джанни Версаче       | 9     | 17 января 2018  | 14 марта 2018   |
|        | 3      | Импичмент                     | 10    | 7 сентября 2021 | 9 ноября 2021   |

### «Американские истории ужасов»(2021-н.в.)
Спин-офф под названием «Американские истории ужасов» выходит на новый антологический уровень - теперь новая история начинается не с каждого сезона, а с каждого эпизода. В каждом эпизоде рассказывается совершенно новая страшная история: в сериале фигурируют лепреконы, зомби, монстры под кроватью, жуткие подвалы и не только.
| Сезоны | Сезоны | Сезоны | Серии           | Даты показа     | Даты показа     |
| Сезоны | Сезоны | Сезоны | Серии           | Первая серия    | Последняя серия |
| ------ | ------ | ------ | --------------- | --------------- | --------------- |
|        | 1      | 7      | 7               | 15 июля 2021    | 19 августа 2021 |
|        | 2      | 8      | 8               | 21 июля 2022    | 8 сентября 2022 |
|        | 3      | 9      | 4               | 26 октября 2023 | 26 октября 2023 |
| 5      | 3      | 9      | 15 октября 2024 | 15 октября 2024 |                 |

### «Американская история спорта»(2024-н.в.)
Сериал «Американская история спорта» рассказывает истории самых знаменитых американских спортсменов: так, 1 сезон посвещён истории игрока НФЛ - Аарона Хернандеза. 
| Сезоны | Сезоны | Серии | Даты показа      | Даты показа     |
| Сезоны | Сезоны | Серии | Первая серия     | Последняя серия |
| ------ | ------ | ----- | ---------------- | --------------- |
|        | 1      | 10    | 17 сентября 2024 | 12 ноября 2024  |

## Реакция
| Американская история ужасов       | Сезон | Сезон                         | Отзывы критиков   | Отзывы критиков  |
| Американская история ужасов       | Сезон | Сезон                         | Rotten Tomatoes   | Metacritic       |
| --------------------------------- | ----- | ----------------------------- | ----------------- | ---------------- |
| Американская история ужасов       |       | Дом-убийца                    | 72% (147 отзывов) | 62% (31 отзыв)   |
| Американская история ужасов       |       | Психбольница                  | 84% (220 отзывов) | 65% (23 отзыва)  |
| Американская история ужасов       |       | Шабаш                         | 85% (221 отзыв)   | 71% (24 отзыва)  |
| Американская история ужасов       |       | Фрик-шоу                      | 77% (202 отзыва)  | 69% (19 отзывов) |
| Американская история ужасов       |       | Отель                         | 64% (214 отзывов) | 60% (24 отзыва)  |
| Американская история ужасов       |       | Роанок                        | 74% (160 отзывов) | 72% (9 отзывов)  |
| Американская история ужасов       |       | Культ                         | 73% (218 отзывов) | 66% (24 отзыва)  |
| Американская история ужасов       |       | Апокалипсис                   | 79% (193 отзыва)  | 63% (6 отзывов)  |
| Американская история ужасов       |       | 1984                          | 88% (170 отзывов) | N/A              |
| Американская история ужасов       |       | Двойной сеанс                 | 80% (61 отзыв)    | N/A              |
| Американская история ужасов       |       | Нью-Йорк                      | 71% (7 отзывов)   | N/A              |
| Американская история ужасов       |       | Нежность                      | 77% (13 отзывов)  | 57% (8 отзывов)  |
| Американская история преступлений |       | Народ против О. Джея Симпсона | 97% (94 отзыва)   | N/A              |
| Американская история преступлений |       | Убийство Джанни Версаче       | 88% (98 отзывов)  | N/A              |
| Американская история преступлений |       | Импичмент                     | 69% (74 отзыва)   | N/A              |
| Американские истории ужасов       |       | 1                             | 52% (39 отзывов)  | N/A              |
| Американские истории ужасов       |       | 2                             | 80% (5 отзывов)   | N/A              |
| Американская история спорта       |       | 1                             | 70% (20 отзывов)  | N/A              |

## Мерчандайзинг

### Рекламная кампания
В рамках продвижения сериала «Американская история ужасов» телеканал FX запустил кампанию «Визит на дом», с помощью которого зрители могли встретиться с любым персонажем сериала. Перед премьерой сериала было опубликовано несколько подсказок, которые могут пролить свет на сюжет. Все 10 подсказок были опубликованы на YouTube. В сентябре 2011 года был запущен веб-сайт, с помощью которого пользователи могут изучить Дом-убийцу из 1 сезона сериала.

### «Universal: Хэллоуинские ночные кошмары»
16 августа 2016 года было объявлено, что телеканал FX получил права на участие сериала «Американская история ужасов» на ежегодном хэллоуинском мероприятии «Universal: Хэллоуинские ночные кошмары». Там же были продемонстрированы декорации первого, четвёртого и пятого сезонов сериала. После этого сериал вновь принял участие в мероприятии в 2017 году. 
В декабре 2017 года кинокомпания The Walt Disney Company объявила о своём намерении купить все активы кинокомпании 20th Century Fox. В числе активов находилась и «Американская история». 20 марта 2019 года все юридические вопросы были решены и Disney совершил покупку Fox. Из-за того, что Disney и Universal Pictures являются главными конкурентами в сфере развлечений, «Американская история» больше не принимала участия в «Ночных кошмарах».

### Пекарня «Ночные укусы»
14 июля 2021 года была открыта пекарня в стиле «Американской истории ужасов», которая находилась в активном состоянии до 24 июля того же года. Открытие пекарни было приурочено к выходу спин-оффа «Американские истории ужасов» и юбилейного 10 сезона оригинального сериала. Вся еда в пекарне была вдохновлена сериалом. Пекарня просуществовала до своего окончательного закрытия 4 сентября 2021 года.